# Petr Benda (koszykarz)
Petr Benda (ur. 25 marca 1982 w Igławie) – czeski koszykarz, występujący na pozycji środkowego, aktualnie zawodnik ČEZ Basketball Nymburk. Rozpoczął swoją karierę w latach 2000-01 w BK Igława.